# Killzone: Shadow Fall
A Killzone: Shadow Fall egy a Guerrilla Games által fejlesztett first-person shooter, a Killzone sorozat negyedik főjátéka, amely 2013 telén fog megjelenni PlayStation 4-re.

## Cselekmény
A Killzone: Shadow Fall körülbelül 30 évvel a korábbi Killzone-játékok után játszódik. A játék színhelye egy nagy város, amelyet egy nagy biztonsági fal szel ketté, így elkülönítve a vektai és a helghast lakosságot.

## Fejlesztés
A Killzone: Shadow Fallt 2013. február 20-án, a PlayStation Meetingen jelentették be, mint a PlayStation 4 egyik nyitócímét.